# Lasersko graviranje
Lasersko graviranje je metoda brandiranja, kjer logo vžgejo v material. Laserski žarek je nadziran digitalno, preko računalnika, zato je rezultat zelo natančen. Barva izdelanega logotipa je odvisna od podlage in spodnjih plasti obdelovanca. Lasersko graviranje je primerna oblika brandiranja za kemične svinčnike, obeske, ure, …